# Lindvallen
Lindvallen är en småort och ett skidområde i Sälen. Området runt Lindvallen består mestadels av skog. Liftar och pister delas mellan Lindvallen och Högfjället med totalt 48 liftar och 49 pister (51 pister med snowpark och funride inräknat). Lindvallen har tre stolliftar i skidområdet, Experium Express, Gustav Express och Söderåsen Express. Lindvallen har backar väl anpassade för barn inklusive barnbacken Snögubben på Gustavbackens topp. Lindvallen har också en av Europas största skidskolor med över 30 000 elever under säsongen 05/06.
De övriga skidområdena i Sälen är Kläppen, Högfjället, Tandådalen, Hundfjället, 
Stöten och Näsfjället. Lindvallen ägs och drivs av Skistar AB (som även driver skidanläggningar i Åre, Vemdalen, Hemsedal och Trysil).
År 1995 räknade SCB en del av stugområdet i Lindvallen som småort med småortskod S6685. Småorten hade 52 invånare på en yta av 8 hektar. Från 2015 avgränsar SCB här åter en småort.

## Stolliftar

### Gustav Express
Gustav Express är en åttastolslift som börjar på Gustavtorget, som ligger centralt i Lindvallen, med många lätta och medelsvåra backar runt omkring. Skidbacken som liften ligger i heter också Gustav och är en blå (lätt) nedfart. Vid toppen av liften finns en restaurang och därifrån går även en förbindelse med det närliggande skidområdet Högfjället. Där Gustav Express ligger idag låg tidigare en fyrastolslift kallad Gustav Express, den byttes ut och bytte namn inför säsongen 2007/2008. Den gamla fyrastolsliften står idag i Östra Tandådalen vid namn Pulsen Express.

### Söderåsen Express
Runt liften är majoriteten av backarna svarta, det vill säga svåra. Söderåsen express byttes ut säsongen 2023/2024 till en 6-stols lift med vindhuv och sätesvärme. Liften fick en ny sträckning där den börjar strax ovanför Hemfjällsvägen och följer upp i mitten av backen Pernilla, liftens toppstation slutar där den gamla liften också slutade.

### Experium Express
Liften ligger i anslutning till en blå (lätt) backe som heter Märta.